# Denis Higgs
Denis A. Higgs (6 de mayo de 1932 - 25 de febrero de 2011) fue un matemático británico, profesor especializado en combinatoria, álgebra universal y teoría de categorías. Residente en Sudáfrica durante buena parte de su vida, fue miembro del Comité Nacional de Liberación y un crítico abierto contra el apartheid.

## Semblanza
Higgs se tituló siendo alumno del St John's College de la Universidad de Cambridge, en Inglaterra y de la Universidad del Witwatersrand en Sudáfrica.
En 1962 se incorporó al Comité Nacional de Liberación del Movimiento de Resistencia Africana, movimiento cuyo principal objetivo era desmantelar el apartheid.
El 28 de agosto de 1964 fue secuestrado de su casa de Lusaka, Zambia. Poco después, el ministro de Justicia de Sudáfrica, John Vorster, quien luego se convirtió en primer ministro, negó cualquier participación en estos hechos del gobierno sudafricano o de la policía.
El 1 de septiembre, un hombre no identificado que afirmó ser parte de la organización Protectorados Británicos, llamó al periódico Rand Daily Mail y dio detalles específicos sobre el paradero de Denis Higgs. El 2 de septiembre, las autoridades policiales lo encontraron atado y con los ojos vendados en una camioneta en el área del Parque Zoológico.
El 6 de septiembre de 1964, Higgs huyó a Londres acompañado de su familia. Posteriormente manifestó que temía por su seguridad y la de su familia, ya que un día antes de su partida, el gobierno sudafricano había iniciado trámites de extradición por su presunta participación en la explosión en la estación de tren de Johannesburgo.

## Carrera
Tras emigrar a Canadá en 1966, Higgs ocupó un puesto como profesor de matemática pura en la Universidad de Waterloo, donde escribió uno de los artículos más influyentes en teoría de categorías titulado "Un enfoque de categoría para la teoría de conjuntos de valores booleanos", que introdujo a muchos estudiantes en la teoría de topos.
En 1973, generalizó los modelos booleanos de Rasiowa-Sikorski al caso de la teoría de categorías.
Sus trabajos académicos fueron publicados en Algebra Universalis, la Revista de Álgebra Pura y Aplicada, la Revista de la Sociedad Matemática Australiana, la Revista de la Sociedad Matemática de Londres y Matemáticas de la Computación, entre otras revistas.
Murió el 25 de febrero de 2011.

## Publicaciones académicas
- Denis Higgs (1989). «Nuclearity in the category of complete semilattices». Journal of Pure and Applied Algebra 57 (1): 67-78. doi:10.1016/0022-4049(89)90028-5.
- Don Brunker; Denis Higgs (1989). «Constructions of Σ-groups, relatively free Σ-groups». Journal of the Australian Mathematical Society 46 (1): 8. doi:10.1017/S1446788700030354.
- Denis Higgs (1989). «Remarks on duality for {\displaystyle \Sigma }-groups: Banach and Hilbert spaces». Advances in Mathematics 76 (2): 230-244. doi:10.1016/0001-8708(89)90052-2.
- Denis Higgs (1988). «Σ-Groups as Convergence Groups». Mathematische Nachrichten 137 (1): 101-112. doi:10.1002/mana.19881370110.
- Denis Higgs (1986). «Lattices of crosscuts». Algebra Universalis 23 (1): 10-18. S2CID 120728413. doi:10.1007/BF01190905.
- Denis Higgs (1985). «A companion to Grillet's Theorem on maximal chains and antichains». Order 1 (4): 371-375. S2CID 119825698. doi:10.1007/BF00582742.
- J. E. Baumgartner; D. Higgs (1984). «Cross-cuts in the power set of an infinite set». Order 1 (2): 139-145. S2CID 10469116. doi:10.1007/BF00565649.
- D. Handelman; D. Higgs; J. Lawrence (1980). «Directed Abelian Groups, Countably Continuous Rings, and Rickart C*-Algebras». Journal of the London Mathematical Society. s2-21 (2): 193-202. doi:10.1112/jlms/s2-21.2.193. «citeseerx: 10.1.1.133.3055».
- D. Higgs (1978). «A Universal Characterization of [0, ∞]». Indagationes Mathematicae (Proceedings) 81 (1): 448-455. doi:10.1016/S1385-7258(78)80035-3.
- John E. Blackburn; Henry H. Crapo; Denis A. Higgs (1973). «A Catalogue of Combinatorial Geometries». Mathematics of Computation 27 (121): 155. JSTOR 2005258. doi:10.2307/2005258.
- John E. Blackburn; Henry H. Crapo; Denis A. Higgs (1973). «A catalogue of combinatorial geometries». Mathematics of Computation 27 (121): 155. doi:10.1090/S0025-5718-1973-0419270-0.
- Denis Higgs (1971). «Remarks on residually small varieties». Algebra Universalis 1 (1): 383-385. S2CID 121609538. doi:10.1007/BF02944997.
- Denis Higgs (1971). «Lattices isomorphic to their ideal lattices». Algebra Universalis 1 (1): 71-72. S2CID 120657722. doi:10.1007/BF02944957.
- Denis Higgs (1970). «Boolean-valued equivalence relations and complete extensions of complete boolean algebras». Bulletin of the Australian Mathematical Society 3 (1): 65-72. doi:10.1017/S0004972700045652.
- Denis Higgs (1985). «Interpolation antichains in lattices». Universal Algebra and Lattice Theory. Lecture Notes in Mathematics 1149. pp. 142-149. ISBN 978-3-540-15691-8. doi:10.1007/BFb0098461.